# التحضير المسبق للب

رسم متحرك يوضح تحضير نواة لوفالوا وإزالة تقشر لوفالوا (بشكل محدد مسبقًا)

التحضير المُسبق للُّب أو تقنية النواة المعدة أو تقنية اللب المعد هي وسيلة لإنتاج الأدوات الحجرية عن طريق تحضير نوى حجرية مشتركة أولاً إلى أشكال تتناسب مع تقطيع الرقائق التي تشبه إلى حد كبير الأداة المطلوبة ولا تتطلب سوى تعديلات طفيفة حتى تكون قابلة للاستخدام
على عكس إنتاج الأدوات الأساسية مثل المشابك اليدوية، حيث تكون النوى نفسها هي المنتج النهائي المشكل والمشذب عن طريق إزالة الرقائق، في تقنية اللب المعد، تكون الرقائق الكبيرة هي المنتج ويستخدم اللب لإنتاجها. جعله هذا التحول أسرع وأكثر كفاءة في استخدام الموارد، حيث يمكن ضرب أدوات متعددة من قطعة واحدة من مادة البداية.
تُجمع تقنية اللب المعد تحت تقنية الوضع 3.  أكثر طرق التخفيض اللب المعد شهرة هي تقنية لوفالوا 
من المحتمل أن تكون تقنية اللب المعد قد اخترعت بشكل مستقل عدة مرات في مواقع مختلفة. يرتبط الاستخدام المنتظم لتقنية اللب المعد بأشباه البشر ذوي الأدمغة الكبيرة مثل إنسان هايدلبيرغ و النياندرتال والإنسان الحديث. يعد استخدامه على نطاق واسع هو السمة المميزة لفترة العصر الحجري الأوسط في إفريقيا والعصر الحجري القديم الأوسط (حوالي 300.000 - 40.000 سنة مضت) في أوروبا.